# Tonquédec

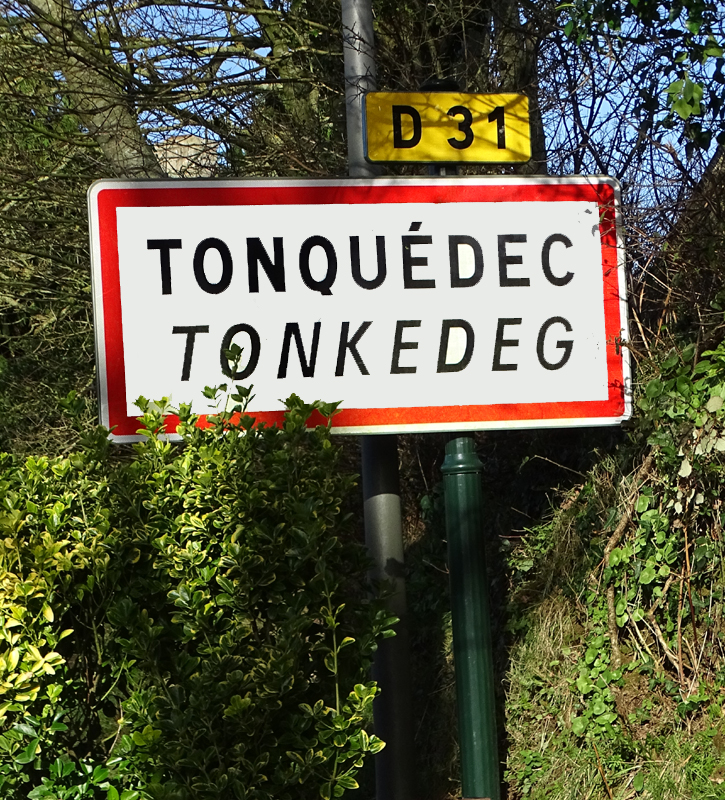
Signalisation bilingue.

Pour les articles homonymes, voir Tonquédec (homonymie).
Tonquédec (/tɔ̃.ke.dɛk/) (Tonkedeg en breton) est une commune française située dans le département des Côtes-d'Armor, en région Bretagne.

## Géographie
Tonquédec est une commune de 1 201 habitants (en 2022), a une superficie de 1 801 ha et est située à une altitude de 90 m.
Tonquédec se trouve dans le Centre du Trégor (Argoat, le pays des bois), région située à l’ouest du département des Côtes d’Armor (22), à environ 10 km au sud-est de Lannion (voir carte).
Tonquédec fait partie du canton de Plouaret et de l’arrondissement de Lannion.
Tonquédec est jumelée avec la commune de Corofin, dans le comté de Clare, en Irlande.
|                 | Lannion   | Caouënnec-Lanvézéac |
| Ploubezre       | Tonquédec | Cavan               |
| Le Vieux-Marché | Pluzunet  |                     |

### Hydrographie
Pour un article plus général, voir Réseau hydrographique des Côtes-d'Armor.
La commune est située dans le bassin Loire-Bretagne. Elle est drainée par le Léguer et le Guindy,.
Le Léguer, d'une longueur de 58 km, prend sa source dans la commune de Bourbriac et se jette  dans la baie de Lannion en limite de Lannion et de Trédrez-Locquémeau, après avoir traversé 15 communes.  Les caractéristiques hydrologiques du Léguer sont données par la station hydrologique située sur la commune de Pluzunet. Le débit moyen mensuel est de 6,3 m3/s. Le débit moyen journalier maximum est de 72,3 m3/s, atteint lors de la crue du 26 janvier 1995. Le débit instantané maximal est quant à lui de 87,4 m3/s, atteint le 12 décembre 2000.

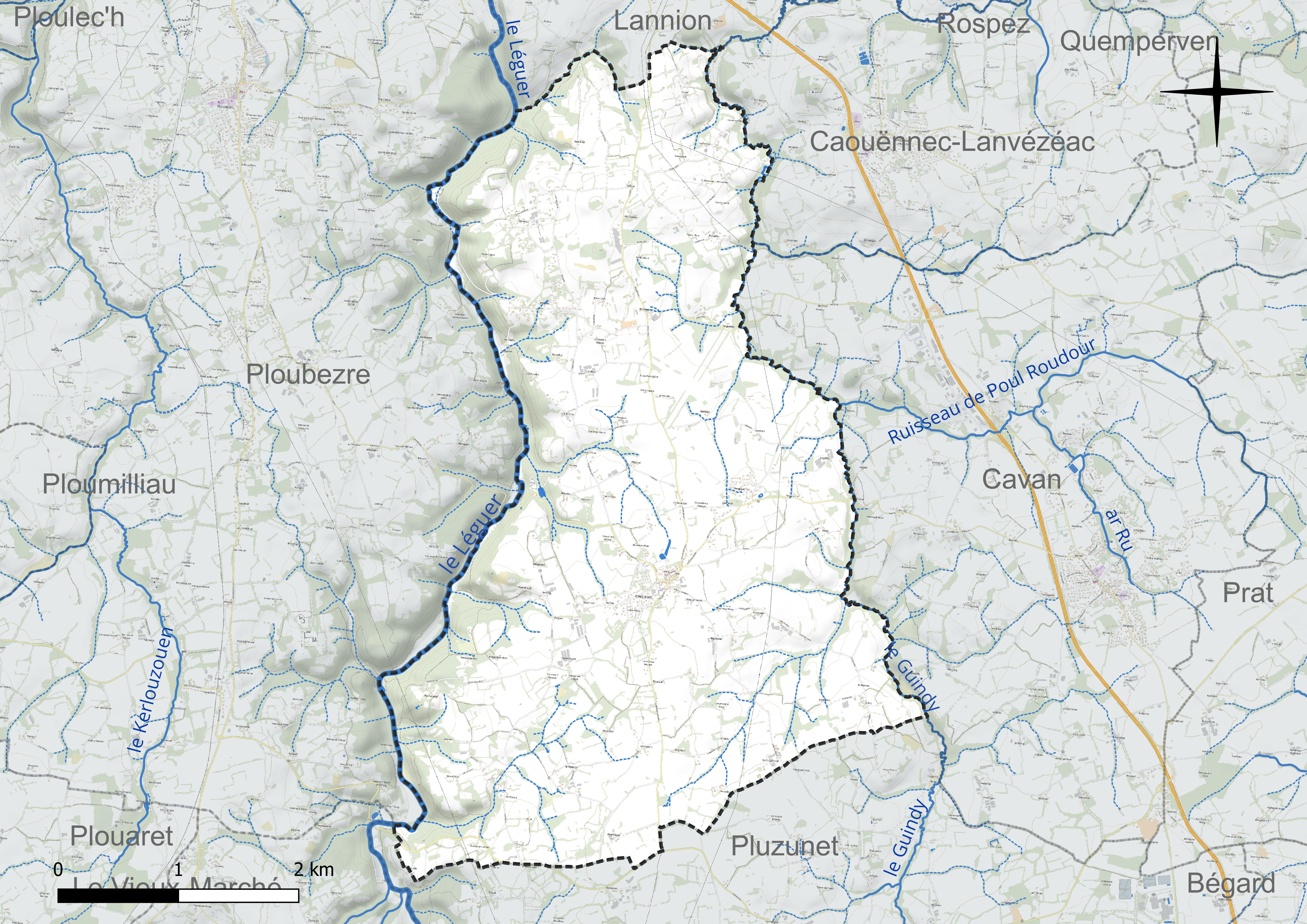
Réseau hydrographique de Tonquédec.

Le Guindy, d'une longueur de 43 km, prend sa source dans la commune de Louargat et se jette  dans le Jaudy à Tréguier, après avoir traversé 16 communes. 

### Climat
Pour des articles plus généraux, voir Climat de la Bretagne et Climat des Côtes-d'Armor.
En 2010, le climat de la commune est de type climat océanique franc, selon une étude du CNRS s'appuyant sur une série de données couvrant la période 1971-2000. En 2020, Météo-France publie une typologie des climats de la France métropolitaine dans laquelle la commune est exposée à un climat océanique et est dans la région climatique  Finistère nord, caractérisée par une pluviométrie élevée, des températures douces en hiver (6 °C), fraîches en été et des vents forts. Parallèlement l'observatoire de l'environnement en Bretagne publie en 2020 un zonage climatique de la région Bretagne, s'appuyant sur des données de Météo-France de 2009. La commune est, selon ce zonage, dans la zone « Intérieur  », exposée à un climat médian, à dominante océanique.  
Pour la période 1971-2000, la température annuelle moyenne est de 11,2 °C, avec  une amplitude thermique annuelle de 10,3 °C. Le cumul annuel moyen de précipitations est de 924 mm, avec 14,6 jours de précipitations en janvier et 7,9 jours en juillet. Pour la période 1991-2020, la température moyenne annuelle observée sur la station météorologique la plus proche, située sur la commune de Lannion à 8 km à vol d'oiseau, est de 11,6 °C et le cumul annuel moyen de précipitations est de 929,5 mm,. Pour l'avenir, les paramètres climatiques de la commune estimés pour 2050 selon différents scénarios d’émission de gaz à effet de serre sont consultables sur un site dédié publié par Météo-France en novembre 2022.

## Urbanisme

### Typologie
Au 1er janvier 2024, Tonquédec est catégorisée commune rurale à habitat dispersé, selon la nouvelle grille communale de densité à 7 niveaux définie par l'Insee en 2022.
Elle est située hors unité urbaine. Par ailleurs la commune fait partie de l'aire d'attraction de Lannion, dont elle est une commune de la couronne,. Cette aire, qui regroupe 40 communes, est catégorisée dans les aires de 50 000 à moins de 200 000 habitants,.

### Occupation des sols
L'occupation des sols de la commune, telle qu'elle ressort de la base de données européenne d’occupation biophysique des sols Corine Land Cover (CLC), est marquée par l'importance des territoires agricoles (82 % en 2018), une proportion sensiblement équivalente à celle de 1990 (82,8 %). La répartition détaillée en 2018 est la suivante : 
zones agricoles hétérogènes (66 %), forêts (15,5 %), terres arables (14,4 %), zones urbanisées (2,5 %), prairies (1,6 %). L'évolution de l’occupation des sols de la commune et de ses infrastructures peut être observée sur les différentes représentations cartographiques du territoire : la carte de Cassini (XVIIIe siècle), la carte d'état-major (1820-1866) et les cartes ou photos aériennes de l'IGN pour la période actuelle (1950 à aujourd'hui).

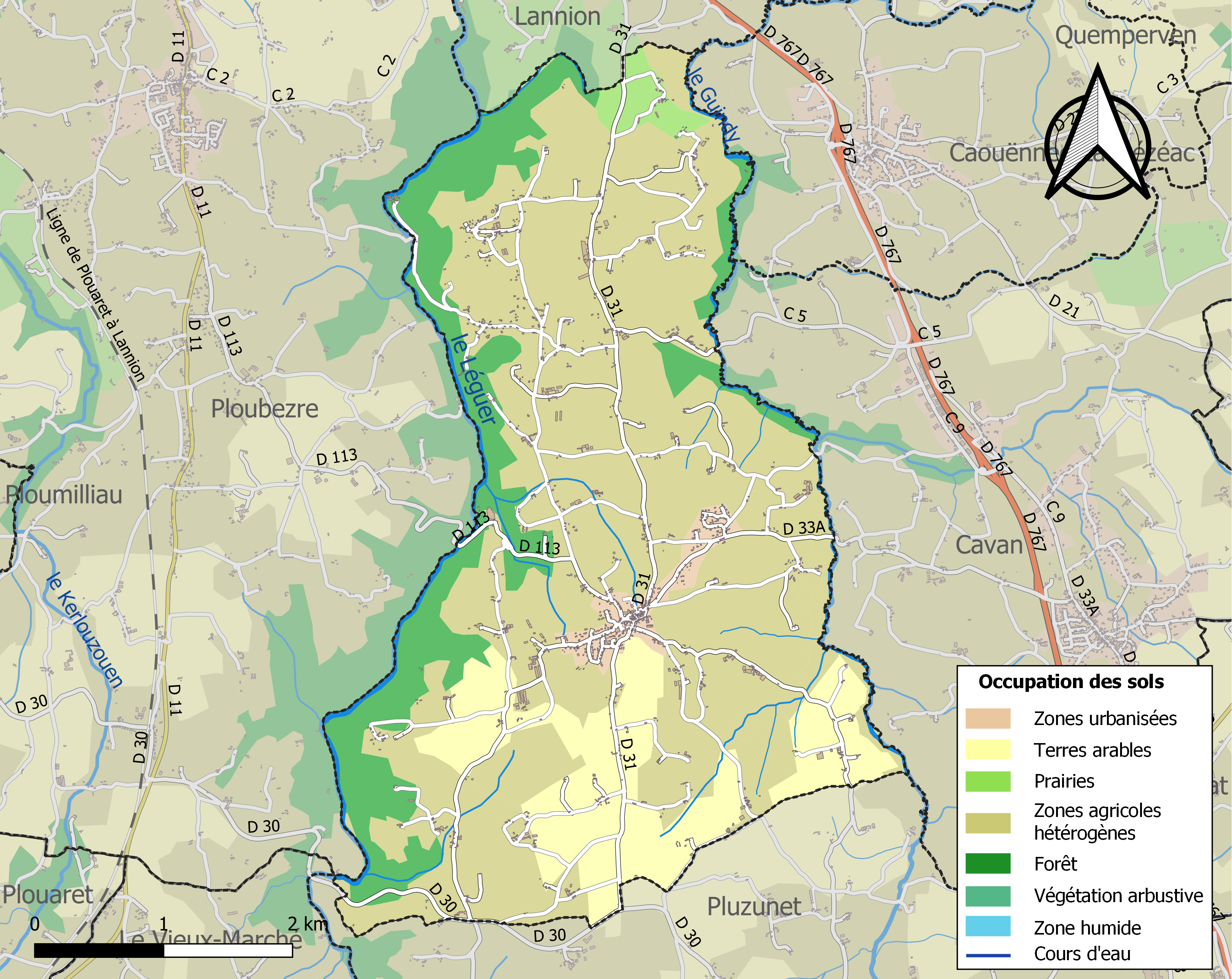
Carte des infrastructures et de l'occupation des sols de la commune en 2018 (CLC).

## Toponymie
Le village est attesté avec les graphies suivantes : Tonkadoc (en 1231), Tonguedoc (en 1235), Tonkedoc (en 1239), Trunkedus (en 1242, qui est une cacographie), Tonquedec (en 1253, en 1267, en 1330), Tonquedeuc (en 1395). On relève bien ici l'évolution du suffixe localisant vieux breton -og (gallois -og ; issu de *ako-, qui a donné -acum en gallo-roman), devenu -euc (-eug), puis -ec (-eg) en breton moderne.
Tonquédec tire probablement son nom du château.  Pierre-Yves Lambert y voit le breton tonket, destiné (base celtique *tonk-, jeter un sort, prédestiner) et le suffixe -eg (confondu avec -og, suffixe localisant), d'où *Tonketeg, dont on trouve l'équivalent exact en vieil irlandais Toi(n)cthech, traduit par le latin Fortunatus. Il s'agirait donc, comme c'est souvent le cas en toponymie, d'un nom de personne pris absolument.
Bernard Tanguy. 1992 : « Tonquédec a, en fait, un exact correspondant dans un anthroponyme attesté par une inscription chrétienne de Grande-Bretagne du début du VIe siècle sous la forme Tunccetace, composé formé avec un équivalent du gallois twung "serment" et un dérivé en -acos d'un mot cet "don, tribut". Comme le nom de Cavan, la paroisse voisine, celui de Tonquédec serait donc aussi un éponyme employé seul. Nom d'homme ou laïc ou de saint ? On ne peut le dire ».
Selon une autre hypothèse, Tonquédec, qui s'écrivait initialement Traon-Cadoc (la « vallée de Cadoc »), et saint Cado pourrait être à l'origine du nom, mais c'est incertain.

## Histoire
L'histoire du bourg de Tonquédec est intimement liée à celle de la famille de Coëtmen, du château de Tonquédec.
La plupart des événements historiques ayant eu lieu dans cette commune se rapportent au château de Tonquédec, dont le début de la construction par les Coëtmen-Penthièvre remonte au XIIe siècle.

### Moyen Âge
Le nom de Tonquédec a déjà sa forme actuelle dans un compte de 1330 environ, où l'église de ce lieu est citée parmi les bénéfices du diocèse de Tréguier. C'était une paroisse dès 1426.
- Entre le 24 janvier et le 8 juin 1394, le duc Jean IV s'empara du château de Tonquédec et le fit raser, après la victoire d'Oliver de Clisson, auquel Roland III de Coëtmen, vicomte de Tonquédec, était allié.

### Renaissance
Le principal édifice de cette commune a été classé monument historique dès 1862 : il s'agit des ruines du château (vers 1447, et au XVIe siècle), qui a donné son nom à la famille de Quengo de Tonquédec, laquelle acheta la vicomté de Tonquédec en 1636.
- Le 17 août 1447, l'église de Tonquédec fut érigée en collégiale par une bulle fuminée à la requête de Roland V de Coëtmen, vicomte de Tonquédec.
- Vers mars 1588, Charles Gouyon de la Moussaye, protestant, seigneur de Tonquédec, commença d'entretenir une garnison pour servir le roi pendant toutes les guerres de la Ligue.
- Quelques jours avant le 19 septembre 1590, la garnison de Tonquédec rentra victorieuse d'une rencontre avec les Ligueurs, commandés par le capitaine de Plœuc du Breignou qui mourut de ses blessures au château de Tonquédec. Cette garnison prit part à plusieurs autres affaires pendant la guerre, qui dura jusqu'en mars 1598.

### Époque moderne
- Le 27 février 1614, Jacques de la Moussaye, baron de Marc, frère du vicomte de Tonquédec, s'établit au château avec quelques hommes en armes.
- Dans la nuit du 17 au 18 avril 1614, une douzaine de gentilshommes du pays de Lannion, réunis et commandés par Jonathan de Kergariou de Kerhaël, entrèrent dans le château par le toit et le reprirent sans coup férir.
- Le 16 décembre 1636, Amaury III de Gouyon, marquis de la Moussaye, vendit la vicomté de Tonquédec à René du Quengo, comte du Rochay.
- En 1665, le père Julien Maunoir , invité par Vincent de Meur, supérieur du séminaire des Missions étrangères, vint prêcher une mission à Tonquédec et y guérit une fille « qu'on croyait obsédée et qui probablement n'estoit que folle ».[réf. nécessaire]

### Révolution française
Cette paroisse élut sa première municipalité le 10 février 1790.

### Époque contemporaine

#### Guerres duXXesiècle
Le monument aux morts porte les noms des 87 soldats morts pour la Patrie :
- 70 sont morts durant la Première Guerre mondiale ;
- 16 sont morts durant la Seconde Guerre mondiale ;
- 1 est mort durant la guerre d'Algérie.
- En février 1944, un maquis d'une douzaine d'hommes se forma dans une maison abandonnée, près du moulin de Kerguignou.
- Le 23 mai 1944, ce maquis fut attaqué par les Allemands. Trois de ses membres furent tués. Le village de Kerguignou fut entièrement incendié.

## Héraldique
| Blason de Tonquédec | Blason  | De gueules aux sept annelets d'argent 3,3,1.     |
| Blason de Tonquédec | Détails | Le statut officiel du blason reste à déterminer. |

## Politique et administration
| Période                                  | Période     | Identité                | Étiquette | Qualité                                                                                  |
| ---------------------------------------- | ----------- | ----------------------- | --------- | ---------------------------------------------------------------------------------------- |
| Les données manquantes sont à compléter. |             |                         |           |                                                                                          |
| ca. 1933                                 |             | Yves Le Gac             |           |                                                                                          |
| ca. 1937                                 |             | Louis de Roquefeuille   |           |                                                                                          |
| mai 1953                                 | mars 1971   | Yves Le Bozec           |           | Cultivateur                                                                              |
| mars 1971                                | mars 1989   | Pierre Le Manac'h       | PS        | Agriculteur                                                                              |
| mars 1989                                | mars 2008   | Yves Le Fustec          | PS        | Technicien territorial                                                                   |
| mars 2008                                | mars 2014   | Jean-Yves Prigent       | PS        | Agriculteur retraité                                                                     |
| mars 2014                                | 28 mai 2020 | Jean-Claude Le Buzulier | SE        | Conseiller commercial retraité Vice-président de Lannion-Trégor Communauté (2017 → 2020) |
| 28 mai 2020                              | En cours    | Joël Philippe           | PS        | Agriculteur Conseiller départemental de Bégard (2017 → )                                 |

## Démographie
L'évolution du nombre d'habitants est connue à travers les recensements de la population effectués dans la commune depuis 1793. Pour les communes de moins de 10 000 habitants, une enquête de recensement portant sur toute la population est réalisée tous les cinq ans, les populations de référence des années intermédiaires étant quant à elles estimées par interpolation ou extrapolation. Pour la commune, le premier recensement exhaustif entrant dans le cadre du nouveau dispositif a été réalisé en 2007.

En 2022, la commune comptait 1 201 habitants, en évolution de +1,52 % par rapport à 2016 (Côtes-d'Armor : +1,78 %, France hors Mayotte : +2,11 %).
| 1793  | 1800  | 1806  | 1821  | 1831  | 1836  | 1841  | 1846  | 1851  |
| ----- | ----- | ----- | ----- | ----- | ----- | ----- | ----- | ----- |
| 1 778 | 1 555 | 1 594 | 1 846 | 1 954 | 2 044 | 2 022 | 2 095 | 2 102 |

| 1856  | 1861  | 1866  | 1872  | 1876  | 1881  | 1886  | 1891  | 1896  |
| ----- | ----- | ----- | ----- | ----- | ----- | ----- | ----- | ----- |
| 2 058 | 2 051 | 1 547 | 1 531 | 1 890 | 1 878 | 1 840 | 1 791 | 1 846 |

| 1901  | 1906  | 1911  | 1921  | 1926  | 1931  | 1936  | 1946  | 1954  |
| ----- | ----- | ----- | ----- | ----- | ----- | ----- | ----- | ----- |
| 1 816 | 1 679 | 1 610 | 1 465 | 1 457 | 1 402 | 1 270 | 1 150 | 1 109 |

| 1962  | 1968 | 1975 | 1982  | 1990  | 1999  | 2006  | 2007  | 2012  |
| ----- | ---- | ---- | ----- | ----- | ----- | ----- | ----- | ----- |
| 1 112 | 958  | 865  | 1 045 | 1 061 | 1 063 | 1 072 | 1 072 | 1 131 |

| 2017  | 2022  | - | - | - | - | - | - | - |
| ----- | ----- | - | - | - | - | - | - | - |
| 1 180 | 1 201 | - | - | - | - | - | - | - |

## Langue bretonne
L’adhésion à la charte Ya d’ar brezhoneg a été votée par le Conseil municipal le 23 mai 2006.

## Lieux et monuments

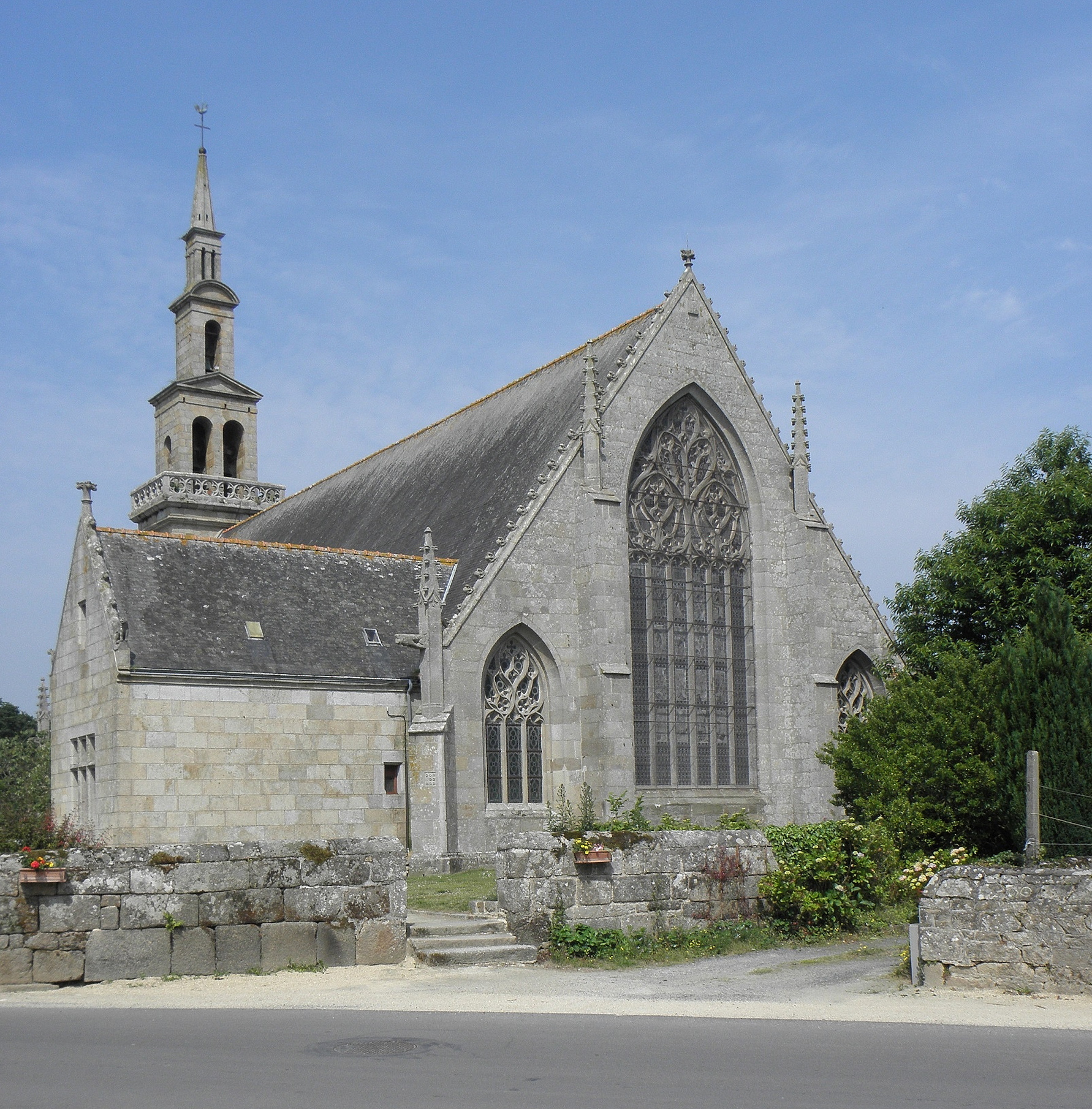
La collégiale Saint-Pierre.

- La chapelle Saint-Gildas et ses bas-reliefs
- Château de Tonquédec construit au XIIIe siècle
- L’église ou collégiale Saint-Pierre : elle  dépendait autrefois de l’évêché de Tréguier. Elle a été érigée en collégiale en 1447. Devenue paroissiale sous la Révolution (1790), reconstruite en 1835, seuls ont été conservés une tour datée de 1773, les portes du XVe, un bénitier du XIIIe et le chevet avec ses vitraux de couleur du XVe (la maîtresse vitre date du XVe et représente des chevaliers de la maison de Tonquédec au XIIIe).

Le campanile (ou clocher) qui fait l’originalité de l’église date de la seconde moitié du XIXe siècle. Il a été rasé en 1961 et la cloche qui s’y trouvait revit maintenant dans la chapelle de St Gwenolé depuis 1991. 
- La chapelle de Kerrivoallan : cette chapelle de caractère (1600) domine la vallée du Léguer et comporte une tribune remarquable ornée d’entrelacs celtiques séparés par des pilastres sculptés à fûts canelés. Non loin de là, on trouve une fontaine qui servait à la célébration d’un rite en faveur des enfants accusant un retard à marcher. Et sur la rivière Le Léguer, une passerelle permettant un accès au moulin de Kergrist, l’un des nombreux moulins à grains de la vallée du Léguer.
- La chapelle du Loc
- Il existait jusqu'en 1936 deux menhirs le long du chemin menant au village de Kermeur dans la parcelle dénommée Parc-ar-Rohel. Un faux-menhir a été dressé depuis dans une parcelle voisine[25].

## Personnalités liées à la commune
- Vincent de Meur, premier supérieur du Séminaire des Missions étrangères
- Guillaume de Tonquédec, acteur.